# Open gaming
Open gaming é um movimento dentro da indústria de role-playing game (RPG de mesa) semelhante superficialmente ao movimento de software livre. Nele, o detentores de direitos autorais licenciam suas obras sob licenças públicas de copyright que permitem que se possam fazer cópias ou criar obras derivadas de um jogo.
Um número de editoras de jogos de RPG aderiram ao movimento open gaming, em grande parte como resultado do lançamento do System Reference Document (SRD) pela Wizards of the Coast, que continha as regras fundamentais da 3ª edição de Dungeons and Dragons. O movimento open gaming também tem sido popular entre as pequenos editoras e autores de suplementos.

## História
O uso do movimento começou com a publicação do SRD e a liberação simultânea da Open Game License (OGL) em 2000. No entanto, outros RPGs já tinham sido licenciado sob licenças de conteúdo aberto e livre antes disso.

### SimulacreS (1988)
Desde sua publicação na revista Casus Belli em 1988 e, posteriormente, em sua 7ª edição em 1994, Pierre Rosenthal, que desejava que o sistema do jogo SimulacreS servisse para propagar e difundir a prática do RPG, autorizou explicitamente e gratuitamente o uso e cópia do sistema de regras, sua modificação para criar jogos, universos ou cenários em um contexto amador ou associativo, com a possibilidade de comercializar essas criações para financiar associações ou obras beneficentes. Em 1994, ele também permitiu uso comercial para tiragens de até 500 exemplares, oferecendo ainda seus conselhos para a criação.

### The Fudge Legal Notice
O sistema de RPG Fudge foi criado em 1992 por Steffan O'Sullivan, com ampla ajuda da comunidade Usenet rec.games.design. O nome Fudge era o acrônimo de Freeform Universal Donated Game Engine até Steffan O'Sullivan mudar donate para DIY em 1995.
Uma razão do sucesso de Fudge é ter sido distribuído sob os termos da Fudge Legal Notice, uma licença que removeu a maioria das restrições ao uso não-comercial. No entanto, a Fudge Legal Notice (mais comumente conhecido como simplesmente "a licença Fudge") nunca foi destinada a cobrir qualquer trabalho que não fosse o seu homônimo. A criação e distribuição de obras derivadas exigia uma taxa para conseguir uma autorização por escrito do autor. Os detalhes da Fudge Legal Notice foram modificados e ampliados ao longo do tempo, mas os elementos essenciais da licença permaneceram inalterados. A versão da Fudge Legal Notice de 1993 permitia a reimpressão das regras Fudge, inclusive em trabalhos comerciais, conduto, deveriam cumprir determinadas condições. A versão de 1995 permitiu a criação de trabalhos derivados para uso pessoal e para publicação em periódicos.
Em março de 2004, a Grey Ghost Games adquiriu os direitos autorais sobre Fudge; e em 6 de abril de 2005, lançaram uma versão de Fudge sob a Open Game License, tornando-o aberto para uso comercial.

### Dominion RuleseCirce
A expressão open source roleplaying foi usada em 1999 no sistema Dominion Rules., publicado pela Dominion Games. A licença desse sistema permitiu a criação de suplementos utilizando suas regras. Outro sistema "aberto" foi o sistema Circe, publicado pelo Projeto WorldForge sob a GNU Free Documentation License (GFDL). Gods & Monsters, criado por Jerry Stratton, também foi distribuído sob a GFDL em 2013.

### Open Game License
Apesar de Fudge e de outros jogos, o movimento open gaming não ganhou amplo reconhecimento dentro da indústria de RPG até 2000, quando a Wizards of the Coast (WotC) publicou partes da 3ª Edição de Dungeons & Dragons como a System Reference Document (SRD) sob a Open Game License. Este movimento foi impulsionado por Ryan Dancey, gerente de marca da editora, que elaborou a Open Game License e cunhou o termo open gaming.

### OGL 1.0a
A licença  OGL 1.0a da Wizards of the Coast tem como objetivo facilitar a criação de conteúdo para seu jogo Dungeons & Dragons (D&D) — como cenários (aventuras), universos (configurações de campanha) e regras complementares — por editoras terceiras, ao mesmo tempo em que protege a marca Dungeons & Dragons e a propriedade intelectual, com a expectativa de fomentar as vendas do próprio jogo D&D.
Entretanto, por ser uma licença muito permissiva, ela também levou à criação de:
- Obras concorrentes diretas das publicações da Wizards of the Coast, como a Encyclopédie Monstrueuse (Creature Collection) da editora Sword & Sorcery Studio (linha Scarred Lands), que compete diretamente com o Manual dos Monstros;
- Cópias quase idênticas do original, como a linha "OGL" da editora Mongoose Publishing; obras como The Mongoose Pocket Player's Handbook,[16] The Mongoose Pocket Game Master's Guide e The Mongoose Modern Pocket Handbook são reformulações das partes livres dos livros Player’s Handbook, Dungeon Master’s Guide e d20 Modern da Wizards of the Coast;
- Clones, como Pathfinder 1ª edição (2009), uma versão "melhorada" da edição 3.5 de D&D;
- Retroclones: o movimento old school revival se empenhou em transpor para as versões antigas de D&D o trabalho de sistematização feito para a 3ª edição, especialmente o princípio de que todas as jogadas de dados devem seguir uma mesma lógica. Vários fãs e editoras têm usado o conteúdo open gaming existente para criar sistemas de regras que emulam jogos antigos e não mais comercializados; e lançam esses sistemas de regras sob uma licença aberta. O termo "retroclone" foi cunhado pela Goblinoid Games, a editora de Labyrinth Lord.[17]  Exemplos notáveis de jogos retro-clone são OSRIC (baseado na 1ª edição de Advanced Dungeons & Dragons), Labyrinth Lord (baseado em Basic Dungeons & Dragons) e Swords & Wizardry (baseado no Dungeons & Dragons original).

Além disso, a OGL 1.0a também foi utilizada por editoras que quiseram publicar jogos diferentes de D&D, mas usando suas regras como base, ou até mesmo por jogos sem nenhuma relação com D&D ou suas regras, como o EW-System.

### Restrições posteriores e novas licenças
Para evitar a proliferação de clones, a Wizards of the Coast:
- Criou, em 2008, uma nova licença, a GSL (Game System License), para a quarta edição de D&D (D&D 4E);
- Em 2016, restringiu o conteúdo do documento de referência (SRD) sob a OGL 1.0a para a quinta edição (D&D 5E);
- Entre 2022 e 2023, tentou atualizar a OGL 1.0a, propondo versões 1.1, 2.0 e 1.2.

### Descrição da Licença OGL 1.0a
A OGL 1.0a distingue:
- Conteúdo lúdico livre (open game content): inclui mecanismos de jogo, procedimentos, algoritmos etc. — reunidos no SRD (System Reference Document);
- Identidade do produto (product identity): logotipos, marcas registradas, textos, ilustrações, personagens, nomes e descrições de magias etc.

A licença autoriza o uso livre e gratuito do conteúdo lúdico livre. Por outro lado, a identidade do produto só pode ser usada com autorização do detentor (no caso, a Wizards of the Coast). Sem permissão, não é permitido indicar compatibilidade com jogos protegidos por direitos autorais, exceto pela fórmula “System Reference Document d20”, que não menciona explicitamente o sistema d20.
Produtos que usam a OGL 1.0a devem também ser publicados sob essa licença, e o texto da licença precisa ser reproduzido integralmente.
Na prática, a licença permite que editoras utilizem ou derivem o sistema de jogo sem pagar royalties, mas não podem reivindicar direitos autorais sobre o sistema derivado.
A OGL 1.0a é propriedade da Wizards of the Coast no sentido de que detém os direitos autorais sobre seu texto. Contudo, a licença pode ser aplicada a jogos sem qualquer ligação com a Wizards ou o sistema d20.
Questões legais são complexas, sobretudo devido à circulação internacional. As traduções da OGL 1.0a existentes online são meramente indicativas, sem valor legal oficial.

### Propostas de Versões 1.1, 2.0 e 1.2 (2022–2023)
Em agosto de 2022, a Wizards inicia os testes da futura edição de D&D sob o nome de projeto One D&D, além de anunciar uma plataforma virtual (VTT) integrada ao D&D Beyond.
No final de dezembro de 2022, alguns editores recebem uma nova licença, OGL 1.1, com cláusulas consideradas problemáticas. A principal: a revogação da OGL 1.0a, até então considerada perpétua. Isso significaria que até produtos já lançados passariam a obedecer à nova licença, com graves implicações: perda de propriedade intelectual por editoras terceiras e pagamento de royalties acima de um certo faturamento.
Linda Codega, para o Io9 em janeiro de 2023, relatou os detalhes de uma cópia completa vazada da OGL 1.1, incluindo termos atualizados, como não autorizar mais o uso da OGL1.0. Codega destacou que "se a licença original não for mais viável, todos os editores licenciados serão afetados pelo novo contrato. [...] A principal conclusão do rascunho da OGL 1.1 vazado é que a WotC está mantendo o poder nas mãos". Depois disso, a Paizo anunciou uma nova Open RPG Creative License (ORC) como uma resposta direta às mudanças relatadas na OGL. Editores adicionais, como Kobold Press, Chaosium, Green Ronin, Legendary Games e Rogue Genius Games, farão parte do processo de desenvolvimento da ORC. A ORC será uma licença independente de sistema aberta, perpétua e irrevogável com desenvolvimento legal pago pela Paizo "sob a orientação legal da Azora Law", no entanto, a licença "não será de propriedade da Paizo, nem será de propriedade da qualquer empresa que ganhe dinheiro publicando RPGs". A Paizo planeja encontrar uma "sem fins lucrativos com um histórico de valores de código aberto para possuir esta licença" e afirmou que "a propriedade do processo e administração da Azora Law deve fornecer um porto seguro contra qualquer empresa que seja comprada, vendida ou que mude de administração no futuro e tentar rescindir direitos ou anular seções da licença".
A reação da comunidade foi intensa, com petições, ameaças de ações coletivas (class actions) e cancelamentos em massa de assinaturas do D&D Beyond. A imprensa geral também noticiou o caso.
Em janeiro de 2023, a Wizards declara que o texto vazado era apenas um rascunho, e que não revogaria a OGL 1.0a. Pouco depois, lança a proposta OGL 1.2, cancelando a OGL 2.0.
Em 27 de janeiro de 2023, a empresa reafirma que não revogará a OGL 1.0a e que o SRD da versão 5.1 será publicado sob licença Creative Commons. A ORC foi lançada em julho de 2023.

### Licença d20 (2000–2008)
A d20 System Trademark License (d20STL) é frequentemente confundida com a OGL 1.0a, mas está diretamente vinculada ao sistema d20. Ela permite a editores publicarem produtos compatíveis com D&D ou d20 Modern sem copiar regras diretamente ou adicionar novas que contradigam os livros oficiais.
Esses produtos:
- Devem depender dos livros oficiais para funcionar;
- Podem usar o logo d20 e declarar compatibilidade com D&D;
- Não podem incluir regras sobre: determinação de atributos, criação de personagens, efeitos da experiência e progressão de níveis.

Quando a editora Valar Project anunciou o Book of Erotic Fantasy com conteúdo sexual explícito, a Wizards adicionou, em 2003, uma cláusula que permitia recusar a licença com base em padrões de qualidade ou decência. O livro então foi lançado sob a OGL 1.0a, e não sob a d20 STL.
A licença d20 foi revogada em 2008, com a introdução da GSL.

### Licença GSL (2008)
Para a 4ª edição de D&D, a Wizards criou a GSL (Game System License), uma licença muito mais restritiva do que a OGL. Totalmente incompatível com a OGL, ela não permite conteúdo completamente livre e marca uma tentativa de retorno a um modelo proprietário.

Poucas editoras adotaram a GSL.
“A reação à GSL da 4ª edição foi, na melhor das hipóteses, mista. Enquanto empresas como Mongoose e Goodman produziram conteúdo para a 4ª edição, outras como Green Ronin e Necromancer se abstiveram.”

### Licenças de Compatibilidade Derivadas da OGL 1.0a
- OSRIC Open License: criada por Stuart Marshall, baseada na OGL 1.0a, define como indicar compatibilidade com o jogo OSRIC (Old School Reference and Index Compilation).
- LotFP Compatibility License: criada por James Edward Raggi IV em 2011 para seu jogo Lamentations of the Flame Princess, também sob a OGL 1.0a.

#### Reação
A OGL ganhou popularidade imediata com os editores de jogos de RPG comerciais. No entanto, a OGL foi criticada (principalmente por desenvolvedores independentes de jogos de RPG) por ser insuficientemente "aberto" e por ser controlado pelo líder de mercado Wizards of the Coast. Em resposta a isso, e em uma tentativa de mudar o suporte da OGL para licenças mais abertas, várias alternativas a OGL foram sugeridas e elaboradas. Da mesma forma, a popularidade da OGL inspirou outros a criarem suas próprias licenças específicas de conteúdo aberto. Praticamente nenhum deles ganhou aceitação além dos trabalhos dos próprios autores das licenças, e muitos foram abandonados desde então.

### Adoção
A open gaming license mais comum em uso por editoras de RPGs comerciais é a OGL. Há muitas editoras que atualmente produzem material no primeiro documento SRD; e muitas tornaram seus produtos disponíveis sob a OGL, mas que usam sistemas de jogos que não são baseados no SRD.
A Wizards of the Coast usou a não aberta Game System License para a 4ª edição do Dungeons & Dragons, mas lançou um novo System Reference Document em 2015 para a 5ª edição licenciada sob o OGL.

## Open games
- 4D&T (OGL);
- Dominion Rules (Dominion Rules License);
- Fudge System Reference Document por Grey Ghost Games (OGL);
- Labyrinth Lord por Goblinoid Games (OGL);
- OSRIC por Stuart Marshall and Mathew Finch (OGL);
- Traveller RPG por Mongoose Publishing (OGL);
- RPGQuest (licença Daemon)

### Jogos com licenças Creative Commons
Vários jogos usam licenças Creative Commons, como: 
- Ars Magica 5ª edição (CC BY-SA 4.0);
- Blades in the Dark (CC-BY);
- Dungeon World (CC-BY);
- Eclipse Phase (CC-BY-NC-SA 4.0);
- Fate por Fantastic Adventures em Tabletop Entertainment (OGL e CC-BY 3.0);
- Pathfinder Roleplaying Game por Paizo Publishing (CC-BY 4.0 + OGL 1.0a).
- Old Dragon por Redbox Editora (OGL e CC-BY-SA);
- WikiRPG no Wikilivros (OGL e CC-BY-SA)[34]

### Jogos com outras licenças
- O jogo amador Draft, Pitt Murmann (1998), publicado sob a licença Open Content[35] (licença substituída pelas licenças Creatives Commons em 2003).
- O jogo amador Gray Lotus, Andrew Williams (entre 1999 e 2002), foi publicado sob licença Open Publication[36] (licença substituída pelas licenças Creatives Commons em 2003).
- O jogo amadorGarous - Jeu de rôle libre, Raphaël Semeteys (2000-2012),[37] utiliza em licença dupla um projeto derivado da licença de documentação livre GNU (GFDL) - a licença Harmonique[38] - e a licença CC BY-NC-SA 2.0.
- O jogo Fire & Sword 4ª edição de Raymond Turney (2007) utiliza a licença Art Libre.[39]
- O jogo BIND - The Open Source RPG (2020) utiliza a licença pública geral GNU 3+.[40]
- A licença TGCM (Triskell: gestion contractuelle des mécaniques de jeu, 2023),[41] utilizada para o sistema Triskell do jogo Ynn Pryddein[42][43]

A Free League Publishing anunciou duas licenças, para seu sistema de jogo Year Zero e outra para seu próximo RPG de fantasia Dragonbane.

## Open Gaming Foundation
A Open Gaming Foundation foi fundada por Ryan Dancey como um fórum independente para a discussão do open gaming entre os membros do incipiente do movimento open gaming. A OGF consistiu de um website e uma série de listas de discussão, incluindo a OGF-L list (para discussão geral sobre questões de licenciamento de open games) e a OGF-d20-L list (para discussão de questões específicas de d20).
A crítica mais comum à OGF foi que era principalmente um local para divulgar a Wizards of the Coast. Ryan Dancey era um empregado da WotC; e as discussões se concentravam em d20 e o OGL (ambos de propriedade da WotC), em vez de open games em geral.

### Licenças aprovadas pela Open Gaming Foundation
A Open Gaming Foundation descreve essas licenças como "Licenças de jogo abertas conhecidas".
- Open Game License;
- Dominion Rules Licence;
- GNU Free Documentation License;
- GNU General Public License;
- Open Publication License;
- October Open Game License[47] – foi criada pela RPG Library e era apenas uma cópia literal da GNU Free Documentation License. Foi descontinuada e substituída pela Creative Commons BY-SA em junho de 2003. Foi utilizada apenas no jogo Four Colors Al Fresco, mas o mesmo jogo abandonou essa licença[48] em favor de outras.

## Fundação OGL Brasil
A Fundação OGL Brasil foi uma organização brasileira que promovia o open gaming, mas que não possuía qualquer relação com a Open Game Foundation. Ela trazia informações sobre as licenças OGL e D20, além de outras como a Fudge e a Licença Daemon (utilizada nos sistemas Daemon e RPGQuest, publicados pela Editora Daemon). O site da OGL Brasil ainda disponibilizava a tradução da OGL 1.0a.